# 1494
1494 (MCDXCIV) je bilo navadno leto, ki se je po julijanskem koledarju začelo na sredo.

## Dogodki
- 7. junij - podpisana je pogodba iz Tordesillasa

## Rojstva
- 2. februar - Bona Sforza d'Aragona, kraljica Poljske in velika kneginja Litve († 1557)
- 3. december - Ahmed Taşköprüzade, osmanski zgodovinar († 1561)

Neznan datum
- François Rabelais, francoski humanist in pisatelj († 1553)
- Domingo de Soto, španski dominikanski duhovnik, teolog in filozof († 1560)

## Smrti
- 24. september - Angelo Poliziano, italijanski humanist in pesnik (* 1454)
- 17. november - Giovanni Pico della Mirandola, italijanski humanist, kabalist in filozof (* 1463)